# Șuletea
Șuletea es una comuna ubicada en el distrito de Vaslui, Rumania.

## Superficie
Posee una superficie de 50,05 kilómetros cuadrados.

## Demografía
Hasta 2021 la población era de 2066 habitantes, con una densidad de población de 41,28 habitantes por kilómetro cuadrado.